# Meiningen (Áustria)
Meiningen é um município da Áustria, situado no distrito de Feldkirch, no estado de Vorarlberg. Tem 5,36 km² de área e sua população em 2019 foi estimada em 2.312 habitantes.